# Замок Монсараш
Замок Монсараш (порт. Castelo de Monsaraz) — средневековый замок во фрегезии Монсараш города Регенгуш-ди-Монсараш округа Эвора Португалии. Расположен на холме Монасараш рядом с плотиной Алькева и был построен для защиты средневековой деревни и границы с Испанией. Архитектура замка сочетает средневековые элементы и элементы архитектуры XVII века.

## История
Учитывая обилие в регионе мегалитических памятников, считается, что освоение человеком окрестностей Монсараша началось в период римского господства со строительства форта на вершине холма, который впоследствии перешел в руки вестготов, а затем мавров. Предполагается, что название деревни и холма восходит к португальскому Xarez (херес), искаженному арабами до Saris (или sharish). Таким образом, топоним Монсараш образовался из слов «гора» и «херес» — долина реки Гвадиана славится своими виноградниками.
Во время Реконкисты на Пиренейском полуострове деревня была покорена войсками под командованием легендарного Жералду Бесстрашного (1167). После поражения Афонсу Энрикеша (1112—1185) у Бадахоса (1169) правитель Альмохадов Якуб аль-Мансур вновь занял Монсараш и ряд других земель (1173). Мусульмане в конечном счете были разбиты королём Саншу II (1223—1248) при помощи тамплиеров в 1232 году, и король подарил ордену Монсараш и окрестности. В церкви Санта-Мария-да-Лагоа сохранилась могила коменданта Монсараша, рыцаря тамплиеров Гомиша Мартиньша Сильвестре.
Афонсу III (1248—1279), реализуя программу укрепления приграничных территорий, даровал Монасарашу фуэрос в 1276 году. В течение этого периода жизнь деревни была связана с фигурой рыцаря Мартина Анеша Загалло, который, как полагают, осуществлял функции алькальда деревни и замка, начав строительство новой крепости.

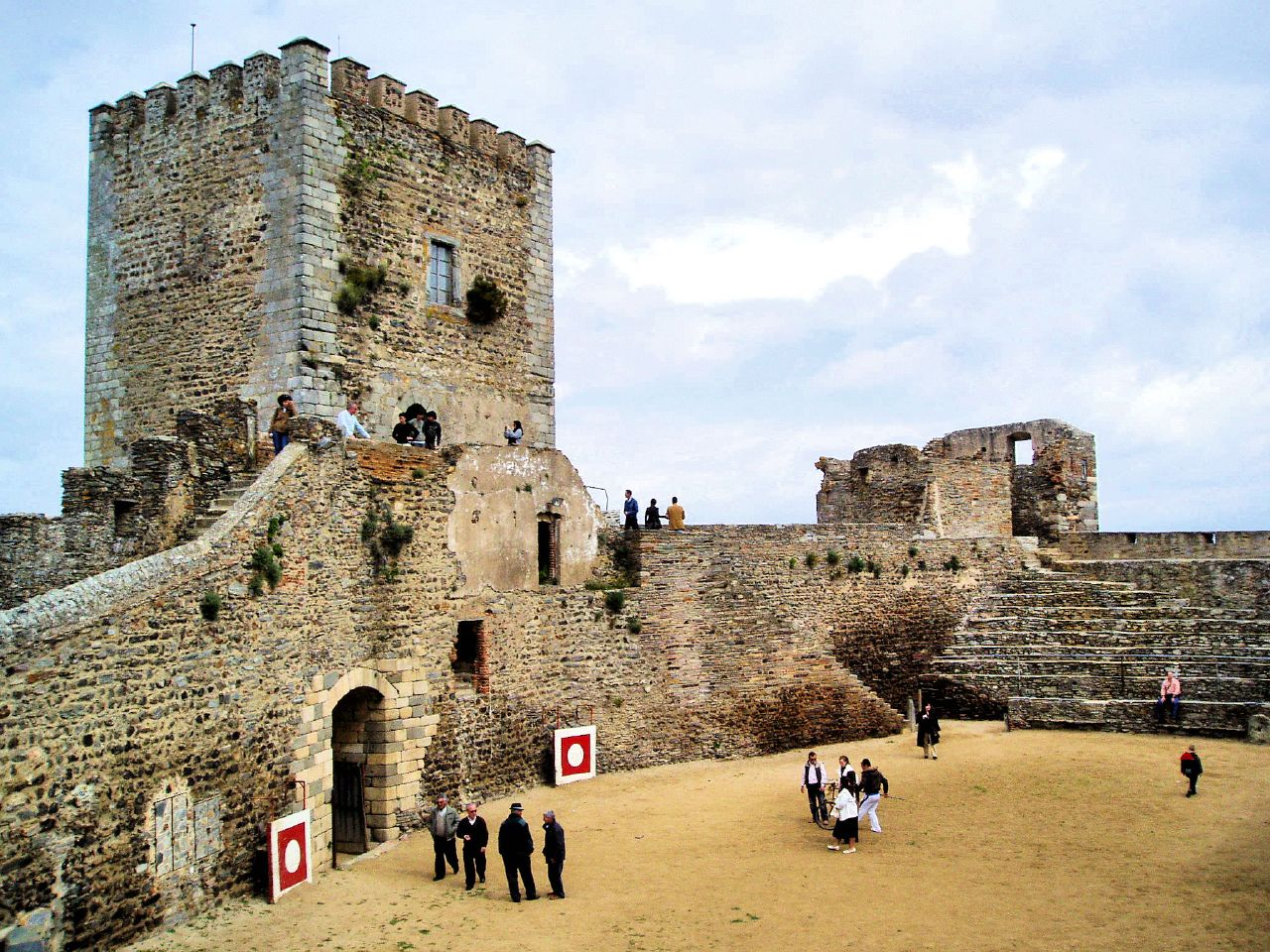
Внутренний двор замка.

С ликвидацией ордена тамплиеров в Португалии его земли отошли к Ордену Христа (1319). На этом этапе, в период правления короля Диниша I (1279—1325), начинается реконструкция донжона (1310) и расширение некоторых гражданских построек, сохранившихся по сей день.
В контексте кризиса 1383—1385 годов деревня и её замок были атакованы английскими лучниками под командованием графа Кембриджа, якобы союзников Португалии, и попали в начале лета 1385 года под власть короля Кастилии, когда тот вторгся в Алентежу. Кастильское войско на марше было остановлено силами, лояльными Жуану I (1385—1433), под командованием Нуну Альвареша Перейры. В 1412 году потомки Перейры приобрели Монсараш у короля и присоединили к домену Браганса.
Во время правления короля Мануэля I (1495—1521) Монсараш получил фуэрос (1512).
В контексте войны за независимость, из-за близости замка к реке Гвадиана и границе с Испанией, Военный совет Жуана IV (1640—1656) постановил провести модернизацию его укреплений, по проекту Николя Лангра поблизости был построен форт Святого Бенедикта.
В XIX веке замок и деревня потеряли своё экономическое и стратегическое значение, а центр округа переехал в деревню Регенгуш-ди-Монсараш, на равнину (1840). С тех пор замок был оставлен, в результате чего многие его элементы были разрушены.
Укрепления замка и вся деревня Монсараш были объявлены национальным памятником Указом от 2 января 1946 года.

## Архитектура
Замок возведен на вершине высокого холма и имеет квадратную планировку. Его стены выложены из сланца и известняка и усилены башнями, внутри расположены плац и замковые постройки.
Доступ внутрь замка осуществляется через четверо гранитных ворот:
- Porta da Vila, с остроконечной аркой, защищенные двумя полуцилиндрических башнями, ведут из замка в деревню. Согласно найденной табличке с надписью, ворота были возведены в 1692 году в память восстановления независимости страны;
- Porta de Évora, с остроконечной аркой;
- Porta da Cisterna или Porta do Buraco;
- Porta da Alcoba.

Стоящий поблизости форт Святого Бенедикта был изначально разработан в форме звезды, но особенности рельефа привели к некоторым изменениям планиметрии. Форт имеет три бастиона и парапет.